# Verkehrsdrehscheibe Schweiz und unser Weg zum Meer

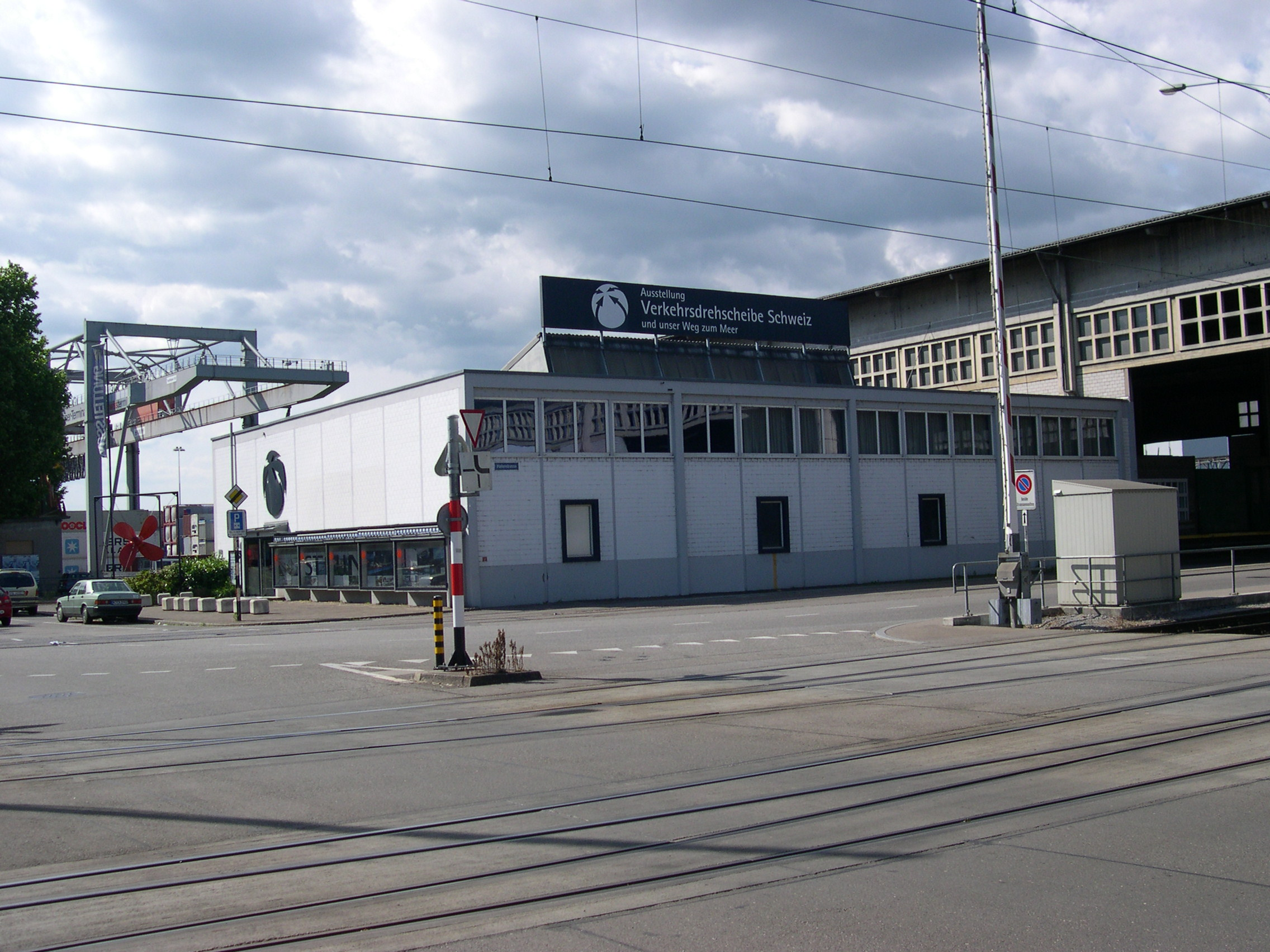
Ausstellungsgebäude «Verkehrsdrehscheibe Schweiz Hafenmuseum»

Die Ausstellung Verkehrsdrehscheibe Schweiz und unser Weg zum Meer in Basel ist ein Museum zur Schifffahrt im Verbund mit den Verkehrsträgern Schiene, Strasse und Luft. Sie zeigt die Entwicklung der Rheinschifffahrt als Güterverkehrsträger zwischen der Nordsee und Basel an fünfzig Schiffsmodellen, Illustrationen und Informationen. Daneben ergänzen Eisenbahn-, LKW- und Flugzeugmodelle die Schau. Seit 2005 wird ebenfalls die Salon- und Kabinenschifffahrt vorgestellt.
Ein grosses Modell zeigt den Rhein und die Häfen Basel-Kleinhüningen und Basel-St. Johann mit den Umschlaganlagen, wie sie Mitte des 20. Jahrhunderts aussahen. Weitere, bewegliche Modelle verdeutlichen das Funktionieren einer Schleuse, die Löschung des Frachtgutes aus einem Tank-Rheinschiff und den Umschlag der Flüssigkeit in Bahn- und Lastwagen.
Das Museum wurde von der Schweizerischen Reederei 1954 unter dem Namen «Unser Weg zum Meer» gegründet. Die Umbenennung erfolgte 1993 mit der Übernahme der Trägerschaft durch den Verein «Verkehrsdrehscheibe Schweiz», der seit 2001 im Besitz des Museums ist. Mitbeteiligt am Museum sind auch die Kantone Basel-Stadt und Basel-Landschaft, Unternehmen und Privatpersonen. Die Ausstellung befindet sich im Rheinhafen im Quartier Kleinhüningen in der Nähe des Dreiländereckes und des Siloturmes.